# Мачуха (фільм, 1973)
«Мачуха» (рос. «Мачеха») — радянський художній фільм 1973 року, сімейна драма за однойменною повістю Марії Халфіної.
У фільмі зіграла одну зі своїх найбільш відомих ролей в кіно  Тетяна Дороніна. Фільм став лідером прокату, а Дороніна була визнана «акторкою року» за опитуванням журналу «Радянський екран», а також удостоєна нагороди кінофестивалю в Тегерані.
Фільм входить в двадцятку лідерів радянського кінопрокату з числа радянських фільмів: його подивилися 59 мільйонів 400 тисяч осіб.

## Сюжет
Шура живе з коханим чоловіком Павлом в радгоспі. Все в її житті йде добре: чоловік — комбайнер, цінний працівник, двоє дітей (син і дочка) здорові, дали нову квартиру, вона трудиться дома не покладаючи рук і ця праця їй в радість. А головне — у Шури надзвичайно добре і любляче серце, яке допомагає їй бути щасливою.
І ось несподівано приходить звістка: в далекому північному містечку померла жінка, з якою раніше був Павло. Вони давно розлучилися, Шура нічого не знала про це, а сам Павло не мав поняття, що у нього росте восьмирічна дочка Світлана.
Тепер потрібно вирішувати, як бути з дитиною. Павло, добра і порядна людина, ні секунди не зволікаючи, каже, що визнає дочку і постарається подбати про неї, навіть якщо сім'я його в цьому не підтримає. Він анітрохи не сумнівається, що дитина — його, і прямо говорить, що дуже любив ту жінку, це вона не захотіла виходити за нього заміж, хоча він пропонував, не знаючи про дитину.
Шура долає почуття образи і вирішує, що дівчинка повинна жити з ними. Вони разом летять за Світланою. Дівчинка, яка щойно втратила матір, пригнічена горем і страхом за свою долю. Вона відмовляється говорити батьком, що несподівано з'явився, і тим більше — з жінкою, яка тепер стане її мачухою.
Вдома у Шури все тепер йде шкереберть: немає місця, доводиться забути про так довго виношувані плани гарно обставити нову квартиру; мати Шури, жорстка, уперта і обмежена жінка, злиться на дочку і знати не хоче про нову дитину («Чоловікові листи приходять, а ти їх не дивлячись на комод кидаєш?! Прочитала, кинула в піч — і немає нічого!!»); маленький син щосили задирає свою нову сестру. Сусіди косяться, Павло похмуро відмовчується, Світа як і раніше відвертається і не відповідає.
Але Шура, попри все, вірить, що любов і ласка, які допомагали їй все життя, допоможуть їй пережити і цю непросту ситуацію. Проходить кілька місяців, і Світа починає сприймати свою нову сім'ю як рідну, і вперше звертається до Шури «мама».

## У ролях
- Тетяна Дороніна —  Шура Олеванцева
- Леонід Неведомський —  Павло, чоловік Шури
- Олена Костерева —  Світа, дочка Павла, падчерка Шури
- Олександр Дальокий —  Юрка, син Павла і Шури
- Ірина Хлопкова —  Оленка, дочка Павла і Шури
- Надія Федосова —  мати Шури
- Тамара Совчі —  Поліна, подруга Шури
- Володимир Самойлов —  Віктор Вікентійович, директор радгоспу
- Борис Юрченко —  житель селища
- Віра Кузнецова —  Катерина Олексіївна, вчителька Шури
- Лідія Корольова — епізод
- Наталія Швець —  Людмила Яківна, вчителька Світи

## Знімальна група
- Автор сценарію: Марія Халфіна, Сергій Смирнов
- Режисер: Олег Бондарьов
- Оператор:  Ігор Черних
- Художник: Микола Усачов, Сергій Кравець
- Композитор:  Григорій Пономаренко